# Schönthal (Oberpfalz)

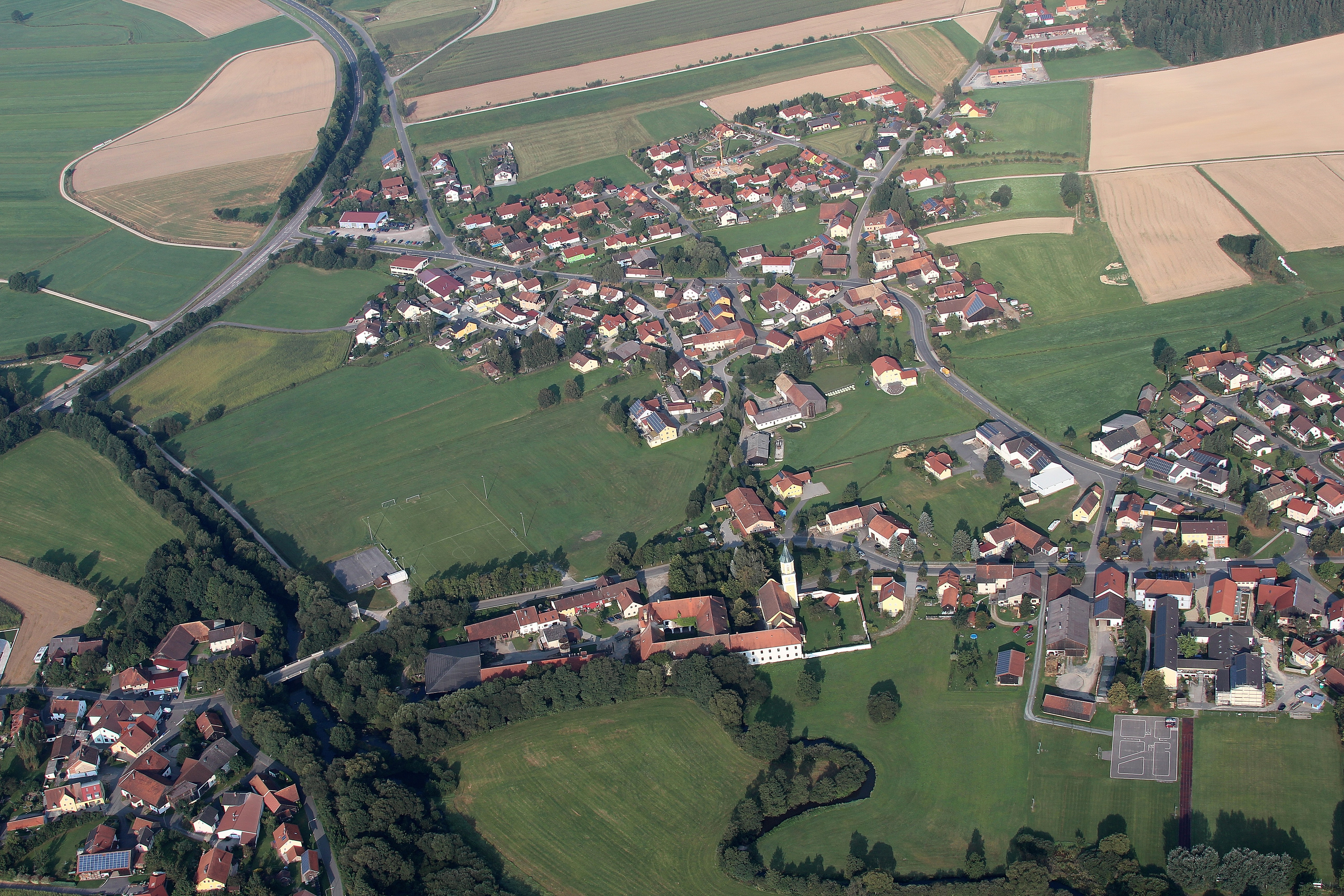
Schönthal (2016)

Schönthal ist eine Gemeinde im oberpfälzer Landkreis Cham.

## Geografie

### Geografische Lage
Schönthal liegt an der Schwarzach im Naturpark Oberer Bayerischer Wald.

### Nachbargemeinden
Die Nachbargemeinden (im Uhrzeigersinn) sind: Tiefenbach, Treffelstein, Waldmünchen, Waffenbrunn, Pemfling, Rötz.
| Rötz 5,5 km | Tiefenbach 9,5 km                           | Treffelstein 7,5 km |
| Rötz 5,5 km | Kompassrose, die auf Nachbargemeinden zeigt | Waldmünchen 7,5 km  |
| Rötz 5,5 km | Pemfling 10 km                              | Waffenbrunn 11 km   |

### Gemeindegliederung
Es gibt 19 Gemeindeteile (in Klammern ist der Siedlungstyp angegeben):
- Bockesmühl (Einöde)
- Döfering (Pfarrdorf)
- Flischbach (Dorf)
- Flischberg (Weiler)
- Hiltersried (Pfarrdorf)
- Kleinschönthal (Dorf)
- Lampachshof (Einöde)
- Lixendöfering (Dorf)
- Loitendorf (Dorf)
- Niederpremeischl (Einöde)
- Öd (Dorf)
- Preglerhof (Weiler)
- Premeischl (Dorf)
- Rhan (Dorf)
- Schönthal (Pfarrdorf)
- Thurau (Dorf)
- Trosendorf (Dorf)
- Wirnetshof (Einöde)
- Wullnhof (Weiler)

Es gibt die Gemarkungen Döfering, Hiltersried, Loitendorf, Trosendorf, Rhan, Premeischl, Schönthal, Thurau, Öd, Flischbach und Steegen. Die Gemarkung Steegen teilt sich Schönthal mit der westlichen Nachbargemeinde Rötz.

## Geschichte

### Bis zur Gemeindegründung

Detail einer Karte des 16. Jahrhunderts (Kopie aus dem frühen 18. Jahrhundert): Kloster und Dorf Schönthal, umgeben von zahlreichen Weihern

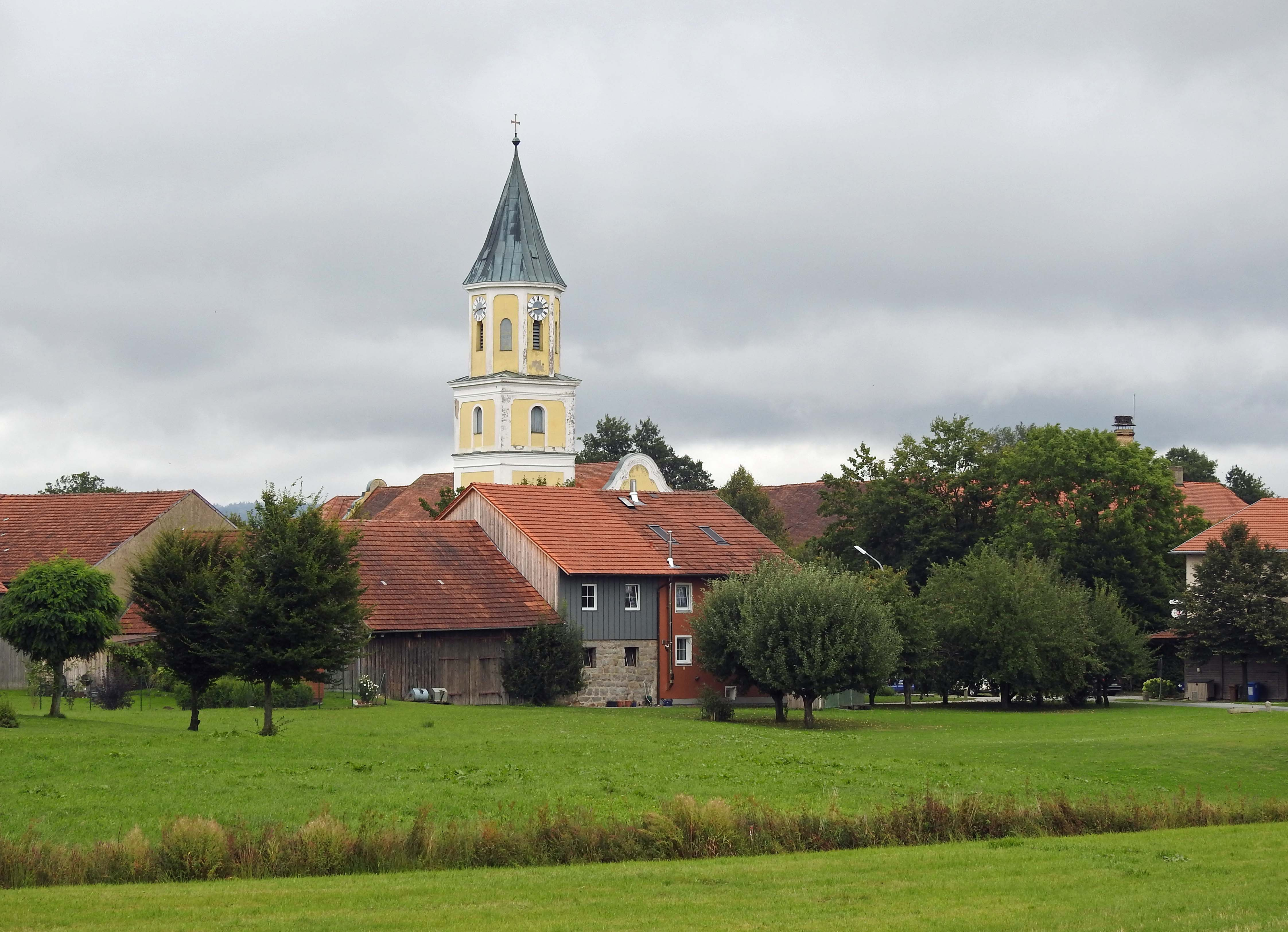
Klosterkirche Schönthal von Nordwesten

Schönthal gehörte dem vor dem Jahr 1263 gegründeten Kloster Schönthal.
Im Jahr 1433 fand in der Nähe von Schönthal die Schlacht bei Hiltersried statt, in der Johann von Pfalz-Neumarkt die Hussiten aus der Oberpfalz vertrieb.
Klöster, Ämter und Bevölkerung führten nicht selten juristische Kriege gegeneinander. Das Pflegamt Rötz gegen Kloster Schönthal: 10. April 1794, 11. September 1794, 1. Januar 1795, 22. Januar 1795, 22. Juli 1798 (der Schmid gegen das Kloster), 17. September 1798 (Gemeinde gegen das Kloster,. Bei der Besetzung der oberpfälzischen Landgerichte im Jahre 1803 mit ehemaligen Klosterrichtern konnte u. a. auch der Klosterrichter Merz von Schönthal, nicht übernommen werden. Begründung: „unfähige Subjekte“.
Der Ort war später Teil des Kurfürstentums Bayern und bildete eine geschlossene Hofmark des Klosters, die 1802 im Zuge der Säkularisation aufgelöst wurde.
1818 entstand die heutige Gemeinde.

### Eingemeindungen
Der Gemeindeteil Kleinschönthal wurde 1946 aus der Gemeinde Döfering umgegliedert. Im Zuge der Gebietsreform in Bayern wurde 1972 die Gemeinde Thurau vollständig nach Schönthal eingegliedert. Am 1. Mai 1978 wurden die Gemeinden Döfering, Hiltersried, Loitendorf und Premeischl sowie aus der aufgelösten Gemeinde Steegen die Gemeindeteile Flischbach, Flischberg, Niederpremeischl und Öd eingegliedert.

### Bevölkerungsentwicklung
| Bevölkerungsentwicklung | Bevölkerungsentwicklung | Bevölkerungsentwicklung | Bevölkerungsentwicklung | Bevölkerungsentwicklung | Bevölkerungsentwicklung | Bevölkerungsentwicklung | Bevölkerungsentwicklung | Bevölkerungsentwicklung | Bevölkerungsentwicklung | Bevölkerungsentwicklung | Bevölkerungsentwicklung | Bevölkerungsentwicklung | Bevölkerungsentwicklung |
| ----------------------- | ----------------------- | ----------------------- | ----------------------- | ----------------------- | ----------------------- | ----------------------- | ----------------------- | ----------------------- | ----------------------- | ----------------------- | ----------------------- | ----------------------- | ----------------------- |
| Jahr                    | 1840                    | 1900                    | 1939                    | 1950                    | 1961                    | 1970                    | 1987                    | 1991                    | 1995                    | 2001                    | 2005                    | 2010                    | 2015                    |
| Einwohner               | 2453                    | 1973                    | 1860                    | 2313                    | 1847                    | 1900                    | 1894                    | 1882                    | 1892                    | 2026                    | 2033                    | 2022                    | 1951                    |

Zwischen 1988 und 2018 wuchs die Gemeinde von 1888 auf 1949 um 61 Einwohner bzw. um 3,2 %.

## Politik

### Bürgermeister
Erster Bürgermeister ist seit 1. Mai 1996 Ludwig Wallinger (* 1946) (CSU); er wurde am 15. März 2020 mit 91,3 % der Stimmen für weitere sechs Jahre im Amt bestätigt.

### Gemeinderat
Dem Gemeinderat (Stand: Kommunalwahlen vom 15. März 2020) gehören 12 gewählte Mitglieder sowie der Bürgermeister an. Bis April 2020 bestand das Gremium noch aus 14 Gemeinderatsmitgliedern zuzüglich Bürgermeister; die Reduzierung ergab sich, da die Einwohnerzahl unter 2000 gesunken ist. Die Sitzverteilung in der laufenden und der vergangenen Amtszeit ist wie folgt:
|                                   | Sitze 2020 | Sitze 2014 |
| --------------------------------- | ---------- | ---------- |
| Freie Wähler-Hiltersrieder Gruppe | 4          | 5          |
| Freie Wählerschaft Schönthal      | 4          | 4          |
| Freie Wählergemeinschaft Döfering | 3          | 4          |
| Wählerblock Flischbach-Öd         | 1          | 1          |
| Gesamt                            | 12         | 14         |

### Steuereinnahmen
Im Jahr 2017 betrugen die Gemeindesteuereinnahmen 1.209.000 Euro, davon waren 304.000 Euro Gewerbesteuereinnahmen (netto) und 720.000 Euro Gemeindeanteil an der Einkommensteuer.

### Wappen
|                                    | Blasonierung: „In Gold über gesenktem schwarzen Wellenbalken ein rotes brennendes Herz mit vier schwarzen Blitzen.“ |
| Das Wappen wird seit 1982 geführt. | |

## Bodendenkmäler
- Burgstall Arnstein

## Wirtschaft und Infrastruktur

### Wirtschaft
2017 gab es in der Gemeinde 286 sozialversicherungspflichtige Arbeitsplätze. Von der Wohnbevölkerung standen 748 Personen in einem versicherungspflichtigen Beschäftigungsverhältnis. Damit war die Zahl der Auspendler um 462 Personen größer als die der Einpendler. 31 Einwohner waren arbeitslos. 2016 gab es 76 landwirtschaftliche Betriebe. Von der Gemeindeflur waren 2.613 Hektar landwirtschaftlich genutzt.
Im Gemeindeteil Rhan angesiedelt ist die Brauerei Rhanerbräu.

### Bildung
Es gibt
- zwei Kindertageseinrichtungen mit insgesamt 80 Plätzen, in denen 64 Kinder von acht Personen betreut wurden (Stand 1. März 2018)
- Grundschule Schönthal mit vier Lehrkräften und 81 Schülern (Schuljahr 2018/19)[11]
- Private Montessori-Volksschule Schönthal (Grundschule und Mittlere-Reife-Zug) mit sieben Lehrkräften und 75 Schülern (Schuljahr 2018/19)[12]

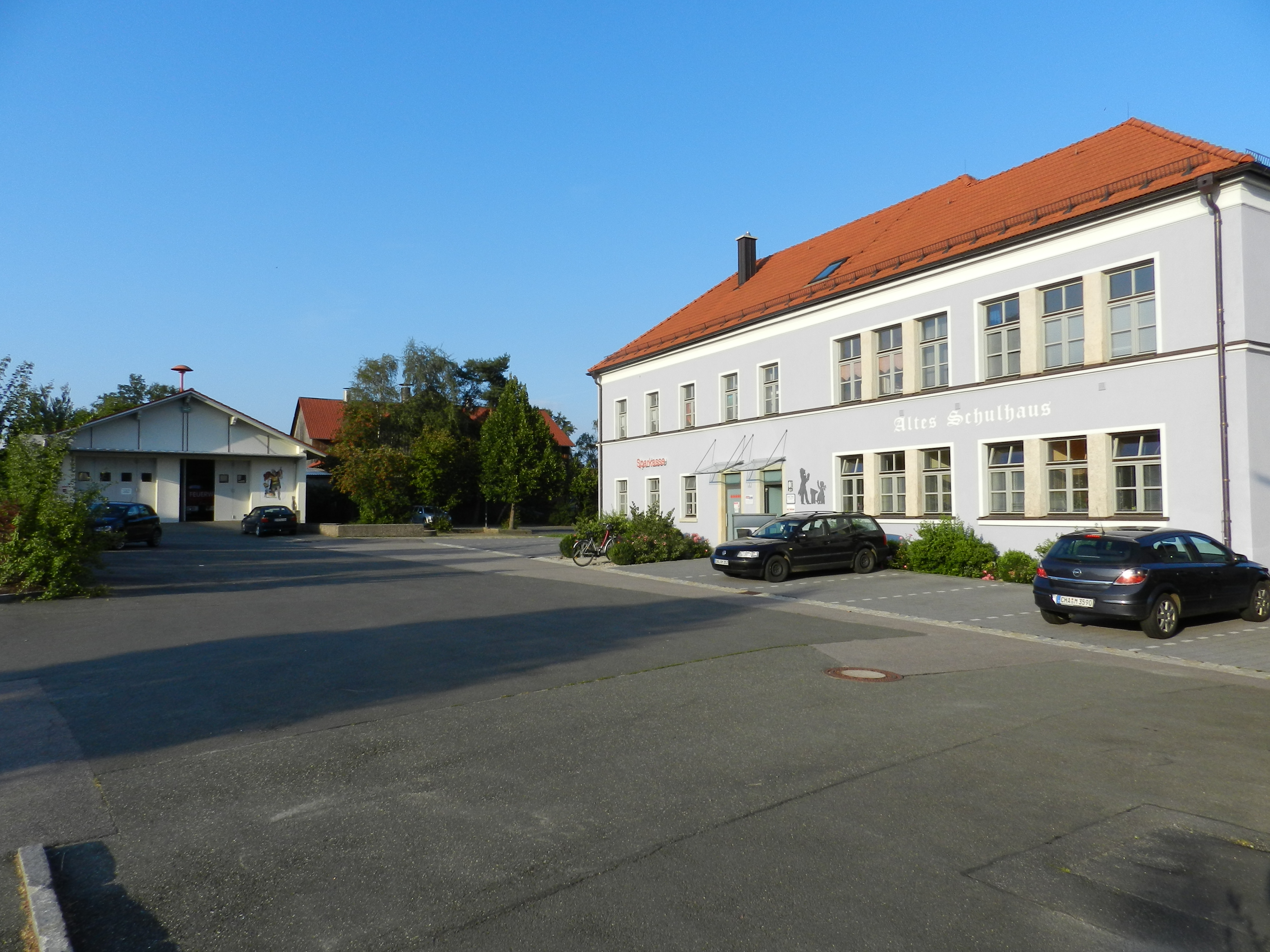
Schönthal
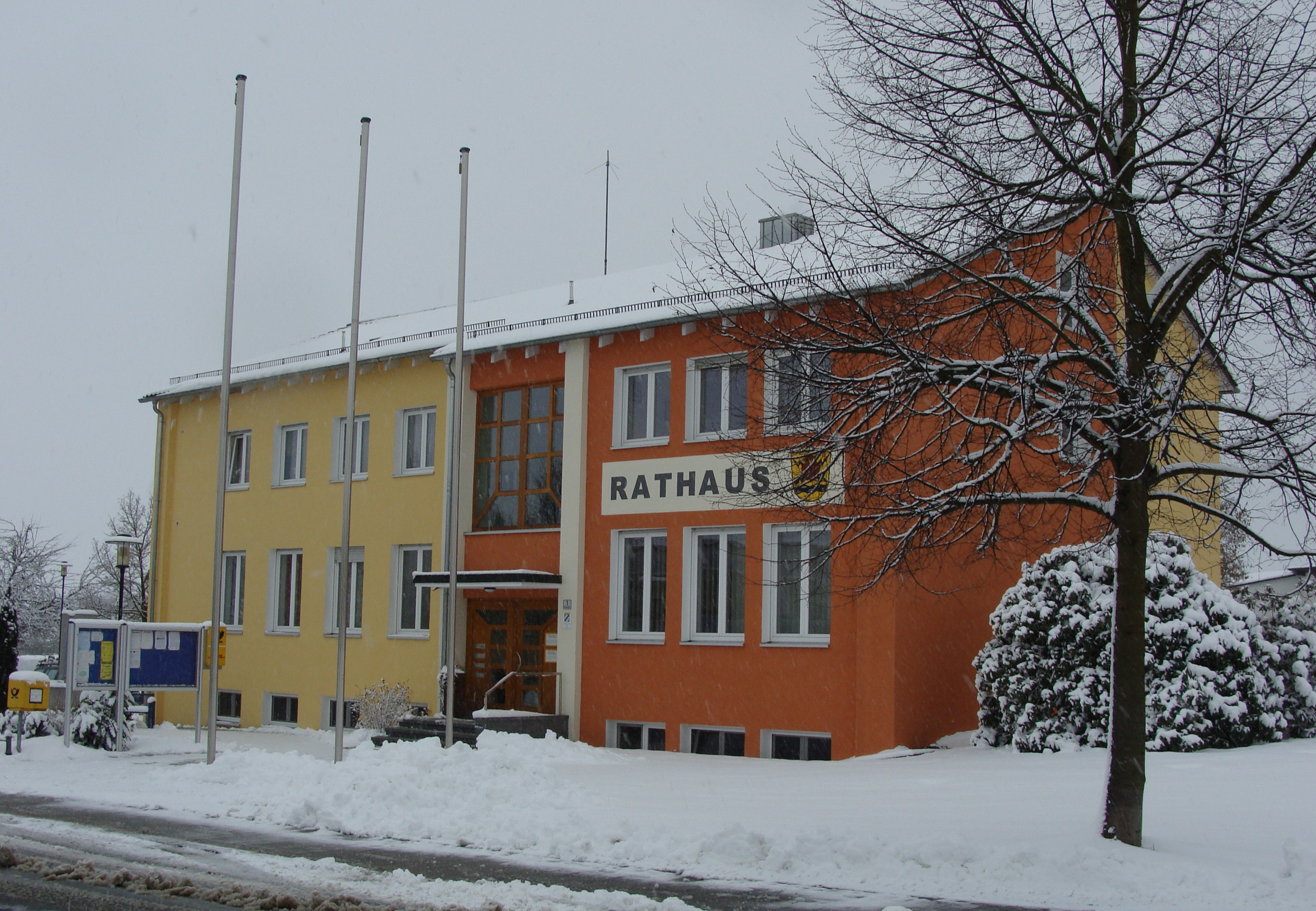
Rathaus in Schönthal
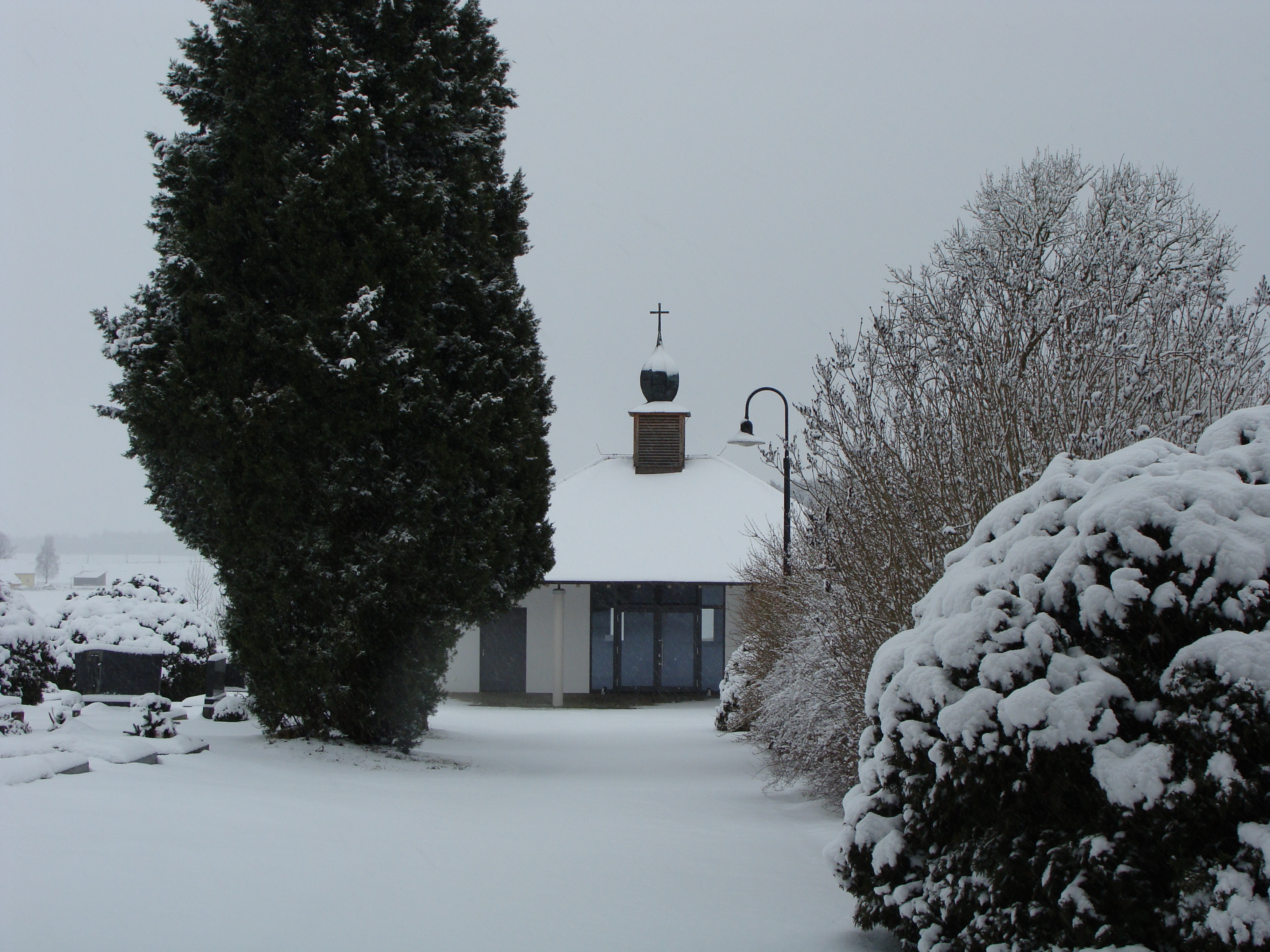
Friedhof

## Persönlichkeiten
- Julius Klaiber (1834–1892), Literaturwissenschaftler und Landeshistoriker
- Michael Breu (1890–1941), Landrat
- Johannes Dietl (* 1948), Gynäkologe und Geburtshelfer